# Stade Fonte Luminosa
Le stade Fonte Luminosa, officiellement nommé Estádio Municipal Olivério Bazzani Filho est un stade brésilien, situé dans la ville d' Araraquara, dans l'État de São Paulo.
Le club Associação Ferroviária de Esportes en est l'équipe résidente.

## Histoire
Le stade est inauguré le 10 juin 1951 sous le nom Estádio Doutor Adhemar de Barros en hommage à Ademar de Barros un aviateur, médecin, homme d'affaires et homme politique brésilien.
En 2023, le stade sera renommé Estádio Municipal Olivério Bazzani Filho en hommage au joueur du Ferroviária, Olivério Bazzani Filho (pt), mais communément le stade qui abrite également le musée du club est appelé Fonte Luminosa.